# ID：INVADED イド：インヴェイデッド
『ID:INVADED イド：インヴェイデッド』は、あおきえい監督、NAZ制作による日本のテレビアニメ作品。2020年1月から3月までTOKYO MXほかで放送された。

## 制作
監督は『Fate/Zero』『アルドノア・ゼロ』で知られるあおきえい、シリーズ構成と脚本は『好き好き大好き超愛してる。』『ディスコ探偵水曜日』などで知られる作家の舞城王太郎が務める。
2015年12月に舞城に本作の企画のオファーがなされ、2017年にキャラクターデザインが行われた。企画初期の段階では『ALIEN THURSDAYYY』というタイトルであり、「木曜日の探偵」が「木星Z」というシステムを使って犯人の殺意に入るという内容だった。

## あらすじ
作品の舞台は現代の日本で、大量殺人や猟奇殺人が続発する社会情勢という設定。
連続殺人犯を特定するために発足した組織「蔵」は、現場に残された犯人の殺意を特殊な携帯端末「ワクムスビ」により採取。「ミヅハノメ」と呼ばれる装置を用いて犯人の深層心理であり殺意の世界である「イド」を構築し、イド内の情報を観測することで現実世界の犯人特定につながる手がかりの収集を行う。イドの中では必ず「カエル」という少女が死亡しており、その殺人事件の謎は現実の殺人犯の心理を反映する。
物語の主人公鳴瓢秋人は元警官の殺人犯。「ミヅハノメ」のコックピットに搭乗して殺人犯のイドに入り込み、名探偵・酒井戸となって謎を解き明かすことで蔵の捜査に協力している。殺人犯のイドの中に潜入できるのは同じくイドを生み出したことのある殺人犯のみ。
幾人もの殺人鬼のイドからシルクハットにステッキという仮装めいた人影が目撃され、連続殺人事件との関係が疑われ始める。局長・早瀬浦宅彦を頂点とする蔵、その頭脳である「井戸端」の室長・百貴船太郎、彼やスタッフたちは、ジョン・ウォーカーと名付けたその人物の実在を確信し、故意に殺人鬼を作り出している「連続殺人鬼メイカー」ではないかと推察する。
一方、蔵の情報を元に現実世界で連続殺人犯を追跡する外務分析官・本堂町小春は、新人でありながらも自他を顧みない行動力と洞察力を活かして犯人の身柄確保に大きく貢献していた。本堂町の機転により逮捕された「穴空き」こと富久田保津はミヅハノメのパイロットとなる。しかし名探偵・穴井戸はサバイバル能力が低く、使い物にならないと判断される。外務分析官として活躍を続ける本堂町だが、多くの殉職警官を出した「墓掘り」の事件での行動を機に、イドに潜る名探偵としての素質を見出され、ミヅハノメのパイロットへの転向を推薦される。
ジョン・ウォーカーをイド内で発見された殺人鬼たちは現実世界でも何者かに監視されていた。捜査で発見した痕跡から、井戸端は蔵発足以前の「対マン」事件にもジョン・ウォーカーが関与した可能性に思い至る。本堂町は名探偵・聖井戸御代として「対マン」のイドに潜り、ジョン・ウォーカーを発見する。さらに対マンを殺害した鳴瓢のイドにも本堂町は潜入。イドの中にはイド主を「飛鳥井木記」と表示したまま待機状態のミヅハノメのコックピットが安置されていた。その名前は、百貴が救出した後に行方不明となっていた、対マン最後の被害者のものであった。聖井戸は「イドの中のイド」に入り、観測不能に陥る。井戸端は本堂町の救出を開始。鳴瓢と富久田は同じくコックピットを持つイドに投入され、そちらから「イドの中のイド」へ潜ることに。
「イドの中のイド」で飛鳥井木記と出会った鳴瓢は、彼女の容姿が「カエル」と酷似しており、ジョン・ウォーカーとも接点を持つことを知る。鳴瓢はジョン・ウォーカーと彼が殺人鬼を生み出したメカニズムについての捜査を進める。しかし現実世界の記憶を持つ本堂町と偶然にも再会。2人の捜査によりジョン・ウォーカーの正体が判明する。3人の名探偵はそろって現実に帰還。現実と無意識世界の両方でジョン・ウォーカーは追い詰められ、その野望は挫かれる。多数の犠牲者を出しながらも事態は一応の収束を迎える。

## 登場人物

### 名探偵とカエル
名探偵・酒井戸 / 鳴瓢 秋人
声 - 津田健次郎
酒井戸（さかいど）
主人公の名探偵。自分が「カエルちゃん」と呼ぶ少女の死の謎に迫る。
イドに潜入する際の鳴瓢秋人であり、本来の秋人より若い青年の姿である。長くたなびくマフラーを巻いている。
冷静かつマイペースな性格。人の好い一面があり、窮地に陥った人間を助けようと行動する。特に女性に対して優しい。
イド内で目覚めた名探偵は記憶喪失の状態にある。目覚めるたびに身に覚えのない異常な状況に困惑することになるが、「カエルちゃん」を見つける事で、「酒井戸」という自分の名前と名探偵である事を自覚する。事態を分析し、「カエルちゃん」の死の謎を解き明かすために推理をする。記憶は投入のたびにリセットされるが、無意識が影響を受けるのか、潜るごとに生存時間や行動効率が改善される場合が多い。
「雷の世界」で「イドの中のイド」に落ちた聖井戸御代を救うため、百貴のイドであり同じく「イドの中のイド」があると推察されていた「砂の世界」へと穴井戸とともに侵入。そこで自らも「イドの中のイド」に入る。復帰後に「砂の世界」が秋人のイドと判明し、穴井戸により秋人の記憶を蘇らせられたため、「ドグマ」に落ちる。「ドグマ落ち」に導いた穴井戸に対して強い殺意を抱くものの、穴井戸の目的は自分に殺されることで、相打ちこそがジョン・ウォーカーの思惑でもあると気付き、踏みとどまる。穴井戸とともに聖井戸御代を捜索し、発見。イド嵐の起こったイド内からの脱出を、推理力とカエルへの信頼から実現した。最終局面では保津の遺したコックピットと、聖井戸御代との連携によってジョン・ウォーカーをイドの中のイドに封印することに成功する。
鳴瓢 秋人（なりひさご あきひと）
「ミヅハノメ」のパイロット。名探偵・酒井戸の正体。
連続殺人事件の捜査のため、「名探偵」として「蔵」に協力している元殺人課の刑事。無精髭を生やしたやや筋肉質の男性。常にダウナーな雰囲気を身に纏っている。
第1話である2019年4月の2年以上前に娘の椋を連続殺人犯「対マン」に暴行の末に殺害され、妻も後を追って自殺してしまった。その仇討ちを行ったことで収監されて殺人犯となる。独房のベッド近くの壁面には家族写真が大量に貼り付けてある。
イド内で出会う「カエルちゃん」に娘の姿を重ねて見ており、イドから出た後も気にかけている。
他人のイドに潜り込むことで対象の精神性を把握し、心理誘導と話術によって相手を追い込んできた連続自殺教唆犯でもある。憎しみや正義感という理由からではなく、湧き上がる殺意と「俺ならやれる」という感覚に突き動かされ、第4話時点で5人の人間を自殺に追い込んだ。自殺教唆はジョン・ウォーカーに殺人衝動を引き出された結果の行動で、「追い込み」と名付けられていた。
第7話時点の3年ほど前に「対マン」を殺害した現場にイドへ繋がる思念粒子を残していた。その思念粒子から「雷の世界」のイドが生まれる。その中には亡き妻と娘も存在している。
殺人犯を自殺に追い込んだ際の思念粒子からは「砂の世界」のイドが生まれる。「砂の世界」は当初百貴が白駒を殺害した際のイドと誤解されていた。
「砂の世界」から入った「イドの中のイド」は、3年前である2016年の現実と酷似していた。妻子の生存に気付き、先手を打って対マンを殺害するが、正当防衛として処理される。百貴に救出された木記と出会い、テレパシーにも似た木記の能力の秘密を知る。木記の夢に出入りしていた殺人鬼たちを現実世界同様に自殺させながらジョン・ウォーカーの真実に近づく。だが家族が生存している「イドの中のイド」が現実で家族の死こそが夢だと信じ始め、このままここに残ることを望むようになる。椋の面影を重ねたカエルちゃん＝木記への関心は相対的に薄れ、殺して楽にしてくれるように木記に頼まれてからは面会を打ち切る。彼女が行方不明になった後も、犯人の「排除」は続けたが、捜索はしなかった。しかし2年間を過ごした2018年の時点で、本来の捜索対象である小春＝聖井戸御代と遭遇。現在を2019年と認識する小春と出会ったことで世界が崩壊を始める。家族を喪い連続殺人鬼となった現実を認識した直後、保津に「砂の世界」に連れ戻され、ジョン・ウォーカーの捜査とメモを小春に託した。
ジョン・ウォーカーとの対峙では、イドに入る前に腹部に銃弾を受けていたものの、世界融解を生き残り小春とともに生還。同時に過去に幾ばくかの折り合いをつけた。ちゃんと家に帰ってくるという「イドの中のイド」で椋と交わした約束を現実でも思い出し、いつか叶えることを誓う。
その後も引き続き名探偵として蔵に留まり、同じく名探偵の小春とはシフトやコンビを組みながら事件捜査に尽力している。
名探偵・聖井戸御代 / 本堂町 小春
声 - M・A・O
聖井戸 御代（ひじりいど みよ）
ヒロインの名探偵。自分が「カエルさん」と呼ぶ少女の死の謎に迫る。
イドに潜入する際の本堂町小春であり、見た目は小春とほとんど変わらない。探偵然とした鹿撃ち帽とコート姿の下に露出度の高いコスチュームを纏っている。なぜか彼女だけ名探偵としてもフルネームを名乗る。
酒井戸に比べると感情の起伏は大きいものの、彼に比肩する明晰な推理力を見せ、本来の小春同様に高い行動力も備えている。一方で、人命に対してさえドライな面を見せる。
対マンのイドにて初投入され、ジョン・ウォーカーを発見する。続いて投入された秋人のイド「雷の世界」においてイド主を飛鳥井木記と表示したミヅハノメのコックピットを発見。自ら「イドの中のイド」に潜り込む。その世界で捜査を行いジョン・ウォーカーの正体を突き止める。秋人の2つのイドがリンクし、「雷の世界」から「砂の世界」にコックピットごと転移されたところを酒井戸と穴井戸に発見される。排出ボタンを押されて意識を取り戻した後、穴井戸に額を小突かれて額の穴がイド内でも現れ、他の二人同様に記憶を取り戻した。
最終局面において、酒井戸とともにジョン・ウォーカーを追うものの、その途中で保津を喪う。彼に空けられた穴によって獲得した後述の特異体質と、「7」という数字を好む者のプリテンシャス（思い上がり）について聞いていたことが、後にジョン・ウォーカーを追い詰める一助となった。
本堂町 小春（ほんどうまち こはる）
イドから得た情報を元に調査・分析する女外務分析官。23歳。小柄な女性で、研修を終えて間もない新人。
正義感が強く、可愛らしい容姿に似合わない高い観察力と行動力の持ち主。母親からはあまり関心を持たれていないという。
「穴空き」事件の捜査の際、保津に救急車ではねられた後に拉致される。だが自殺覚悟でドリルに頭部を突っ込み、自身の「イド」を発生させたことで捜査に貢献した。以後は傷の治癒の段階に従って現場に復帰。しかしその後も向こう見ずな性質は変わらず、同僚の命を顧みずに捜査を行い、犯人の数田遥を自らの手で殺めても平然としていた。松岡から名探偵の素質のひとつである「連続殺人鬼」と見なされ、名探偵に推薦される。
「イドの中のイド」において、先に潜入したにも関わらず秋人が到着した時点の三年先の時間軸に到着する。これは「イドの中のイド」に潜った名探偵は初めての殺人を行う前の時間軸に到着するためである。再会の際に現在を2018年と認識する秋人と現在を2019年と認識する小春の間で矛盾が生じ、世界が崩壊を始める。秋人に正しい現状認識を持たせることに成功したが、同時に妻子を喪った現実を突きつけてしまう。秋人からジョン・ウォーカーの捜査記録が遺されたメモを託され、「イドの中のイド」が崩壊するまでの間、真実を探すために奔走。殺人鬼たちに通じる法則性を突き止め、「イドの中のイド」内の保津への聴取も合わせてジョン・ウォーカーの正体に辿り着くことに成功する。
保津に穴を空けられてから、「欠けているものが整って見える」という障害を患う。イド内の破れた写真の中から完全に顔を捨て去られた唯一の人物を即座に判別し、墓掘りの正体に辿り着けたのも、これが理由である。そのため、12話においては頭に穴が空き皮膚が剥がれている保津の顔が元の顔立ちに見えている描写が存在する。自分の男というわけではないが、自分の人生を変えた彼に対して思うところがあった素振りを見せる。彼が生還しなかったことを確かめた後、一粒の涙を流した。以後は秋人と共に名探偵として蔵に留まり、まだ見ぬイドを楽しみにしている。
続編にあたる時間軸のコミカライズ版においては外務分析官と名探偵としての任務を兼任している。犯人にその過激な捜査の裏をかかれ、後輩の福千が瀕死の重傷を負わされてしまう。
名探偵・穴井戸 / 富久田 保津
声 - 竹内良太
穴井戸（あないど）
名探偵。自分が「カエルくん」と呼ぶ少女の死の謎に迫る。
早瀬浦の判断によって、イドに潜入することになった富久田保津の姿。背が高く、襟を立てたトレンチコートを身に纏っている。酒井戸同様青年の姿で、現在の保津にある顔の貫通痕や巨大な傷はない。
陽気で落ち着きのない性格。イド内では何かの法則性を見出すことに興味がなく、また搭乗当初は生存率が著しく低かった。保津本人は「自分の頭に穴を開けるような奴はサバイバル能力に欠ける」と自嘲していた。その後、徐々に活動期間が伸び、イド内のイドに落ちた聖井戸御代救出のために酒井戸と共に「砂の世界」に潜る。
実は脳の損傷の影響か名探偵になっている間も記憶が消えないという特異体質を持ち、且つそれを蔵に伏せて行動していた。その代わり名探偵であるうちは頭の穴がなくなるために後述の数唱障害が再発、それからの解放を求めてまともに推理をせず、あえて死に近づくように行動していた。
酒井戸と共に潜入した「砂の世界」が秋人自身のイドだといち早く気づく。彼が「イドの中のイド」に潜っている10分の間に、そこが「雷の世界」と同一の世界観に基づいたイドである確証を得て、それを酒井戸に突きつけることで彼を「ドグマ落ち」に導く。酒井戸に自分を殺させ障害から解放されるための行動だったが、酒井戸の推理が示した自分の役割に興味を持ち、協力。「砂の世界」のイドの中で聖井戸御代発見に大きく貢献した。
富久田 保津（ふくだ たもつ）
連続殺人犯。対象の頭部にドリルで穴を開ける犯行の特徴から「穴空き」と呼ばれている。33歳。自身も頭部右に穿頭しており、その頭部がただれている異常な容姿の持ち主。目から頭部にかけての肉のただれは、自身がドリルで穴を空けたときに皮膚が巻き込まれて剥がれたもの。
作中において最初に描写されるイドの持ち主。すべてがバラバラで欠損のある「バラバラの世界」のイドを所有している。イド内で被害者達を「家族」として家に住まわせており、自身もバラバラで大部分が欠損した姿をしていた。本人は主目的を明確に把握しないまま殺人を繰り返しており、自ら頭に穴を開けた小春を見て、本当はそのような人間を待っていたことに気付く。常軌を逸した精神性だが、同時に非常に高い知能を持つ。頭に穴を開けた後は以前ほどではなくなったものの、特に数字に強く、三年前に視た夢の内容と日時を正確に思い出すことのできる記憶力も持つ。好きな数字は「3」。
ジョン・ウォーカーが関わった殺人鬼の一人である。だが元々は重度の数唱障害を患い、それからの解放を求めて自らの頭にドリルを突き立てていた。脳の一部を欠損したが生き延び、結果として症状が和らいだことから「穴は解放である」という思想に行き着く。殺人行為や加虐行為が主目的ではないため、3年前の2016年に夢の中で出会った木記に対しては「夢の中の穴には興味はない」として殺害することはなかった。
世界融解時、ジョン・ウォーカーの死体が横たわるミヅハノメに座ることを拒否したため、富久田保津のままイドの世界に取り込まれた。イド嵐に取り込まれた聖井戸御代を助けて彼女の記憶を呼び覚ました後、彼女を庇って七星の凶弾に倒れる。「穴はひとつ」で「いちず」であることが大事だと言い、小春が七星の銃弾に穴を空けられる事態を避けようとしたと見られる。小春からは意味を誤解され「下ネタやめて」と言われるが、その幕切れに満足したように息絶えた。現実世界においては昏睡ではなく、死亡しているかのような描写がなされた。
名探偵・墓井戸 / 井波 七星
声 - 佐倉綾音
墓井戸（はかいど）
名探偵。カエルを見つけず、助手の青年を連れた異色の名探偵。
鳴瓢が現場に向かっている中、井戸端の判断によって急遽投入されることになった井波七星の姿。目隠しと着物という出で立ちで、ミヅハノメ内で「人格の分裂」を起こし、数田遥の姿と酷似した助手を連れている。墓井戸自身ではなく、青年の方がカエルを見る事で彼女の名前を思い出す。目隠しの下は、本人曰く「何もない」らしい。
「カエルを見ただけで謎を解く」という高次元の推理力を持っている描写がなされているが、解明そのものには非積極的。
井波 七星（いなみ なほし）
穏やかな雰囲気を持つ女性。27歳。
かつて母親の死に直面した時から、人間の傷や死を好む異常性を発現させるようになったと推測されている。事情聴取に現れた小春の額の傷にも強い興味を抱いていた。
直接の実行犯ではないものの、遥を匿い、その犯行を黙認・教唆していた者として逮捕される。小春と遥が刃物を待ったままもみ合いになった際、殺人衝動と愛情表現が入れ違った遥が小春にキスをしてしまい、それを目撃した瞬間に思念粒子を放出。「円環の世界」のイドを形成した。長年自覚を避けてきたものの遥を愛しており、遥の死を目の当たりにして自覚せざるを得なくなる。死にゆく遥が伸ばした手さえ握り返せなかった自分を「子供っぽい」と自嘲する。イド内では少女期の自分の通路を挟んだ隣席に、同じく少年期の遥を配していた。思いを自覚した後は遥を自分の男と呼び、「穴空き」被害者である遥と小春のシンパシーの有無を気にするなどした。
物語終盤において木記の世界融解に取り込まれ、イドの中で蔵の警備員から拳銃を奪い射殺。遥の復讐のために小春を撃つものの、保津の妨害により失敗。しかし小春の「男」を奪ったと考えたことで一定の満足を得たようで、小春の制止を振り切って遥のイドに向かう。そこで少年期の姿をした遥と再会するものの、彼のイドに存在していた「七星を狙うお化け」であるジョン・ウォーカーにナイフで刺され、遥の死に際と同じように、彼に手を伸ばしながらイド内で事切れ、本編での出番を終える。
続編である漫画版「BRAKE-BROKEN」では生存していることが判明している。普段は無気力で、「寝ても起きてもいない」状態であり、覚醒させるには薬物の投与が必要な状態になっている。出血をともなう負傷やそれにまつわる話題でないと反応せず、捜査には非協力的な姿勢を見せている。時折、意味あり気な助言をする。
「カエル」 / 飛鳥井木記
声 - 宮本侑芽
「カエル」
名探偵がイドに潜入する時に出会う、黒い長髪と白いワンピース姿の少女。常に死体として現れる。
彼女の死因は犯罪者の犯行動機や心情と密接に結びついており、その謎を解き明かすことがイド内での名探偵の責務となっている。対話することは出来ないが、死亡する前に何らかのメッセージを残している事はある。酒井戸と秋人からは「カエルちゃん」と呼ばれている。当初は正体不明の存在で、ミヅハノメの機能としてプリセットされているのではという推測が作中で語られた。
殺人事件あるいは世界の被害者で、探偵の味方。探偵はカエルの姿を認識することで自らの名前と役割を思い出す。また、ドグマに落ちた名探偵は、イド嵐の発生した中でもカエルを発見することで座標特定が可能となり、現実へと帰還できる。最終局面においては、ジョン・ウォーカーであり名探偵・裏井戸でもある早瀬浦に自分のことを思い出させてイド嵐に取り込もうとしたが、早瀬浦は既に死亡していたためイドは更新されず、イド嵐は起きなかった。
飛鳥井 木記（あすかい きき）
「カエル」と容姿が酷似している女性。24歳。秋人が「砂の世界」内のミヅハノメに搭乗した先の、イドの中のイドで出会う。
秋人が伝心を殺害した事件と同時に百貴に救出されていた、「対マン」の最後の被害者。その後は病院に入院していたが3ヶ月後の2017年3月21日に失踪。看護師十三名の集団昏睡事件という謎を残し、行方不明になっている。
福井県西暁町で父・茂道と母・智恵子の第三子・三女として生まれ、長姉・青巾子と次姉・小坂部萌奈を持つ。地元の西暁小学校、西暁中学校に通学していたが小学生時代から不登校で、何度も自殺未遂を起こしていた。高校中退後、施設に入り、画家として生計を立てていたことが語られている。
儚げで落ち着いた印象の女性。自分の考えたことが他人に届く特異体質の持ち主で、本人は「自分の秘密を持てない」と述懐する。また特殊な「夢」を見ることがあり、夢に殺人願望を持つ人間が訪れ、殺されて眼が覚めるという日常を長い間繰り返している。その時、無意識の繋がった相手が未来への気持ちや計画を持ち込むことで、「可能性の未来」を見る場合がある。
その能力は年々拡大し続け、遂には暴走して周囲を無差別に自分の無意識へ取り込むようになってしまう。だが、ジョン・ウォーカー及び白駒によってミヅハノメに封印され、能力が制御されることとなった。作中におけるミヅハノメの動作はこの能力を機械的に制御したものであり、「飛鳥井木記がミヅハノメそのもの」と作中では言及される。
作中終盤にて、正体を看破されたジョン・ウォーカーによってミヅハノメから解放され、「蔵」を全職員ごとイドの世界に取り込みながらビル内を徘徊。病院では寝たきりだった体調が、ミヅハノメ内での休眠によって結果的に幾分か回復する。イドの中で名探偵同士の激闘が行われている中、現実の自らのもとに辿り着いた百貴と再会。拡大・強化が止まらない自分の能力に絶望し、百貴と初めて出会った時と同じく死という解放を望むものの、拒否される。最終的に周囲に迷惑をかけることを忌避し、せめて他の人の役に立つことを望んでミヅハノメに戻ることを選択。その際に百貴に言われた「いつかあなたを救う者が現れる」という言葉を聞いて、「生存しているカエル」の元に辿り着いた酒井戸という「可能性の未来」を幻視する。いつか救済が訪れるという希望を信じ、笑顔でミヅハノメの中へと戻っていった。

### 蔵
早瀬浦 宅彦（はやせうら たくひこ）
声 - 村治学
連続殺人犯を捜査する特殊組織・蔵の局長。蔵は第1話時点で発足してから半年ほど。主にミヅハノメによる分析を担当する井戸端と現場で殺意の検知や捜査を行う外務分析官が所属する。
口髭を蓄えた老年の男性。貫禄ある落ち着いた物腰。

### 井戸端
百貴 船太郎（ももき ふねたろう）
声 - 細谷佳正
井戸端の室長。スタッフ達の指揮を執る。秋人の元同僚であり、彼からは「百貴さん」と呼ばれている。堅物な仕事人間だが時折情の深い面を覗かせる。
2017年3月21日に病院から失踪した木記の行方を探していた。失踪の3ヶ月前に対マンから暴行を受けた木記を保護した。
物語後半においてジョン・ウォーカーの策略により、白駒二四男殺害容疑及びジョン・ウォーカー本人であるという嫌疑を受けて室長を解任され、警視庁に移送される。
イド中のイドでは入院中の木記を気にかけて度々見舞っていた。木記の失踪後は、彼女が何らかの能力を持ち「夢を介在させた無意識への侵入」という白駒の研究に関連して拉致された可能性があると秋人に相談する。現実世界では秋人が対マン殺害直後に逮捕されたために事態の推移が多少異なっており、実際の行動は不明だが、同じように木記を気にかけていたと思われる。木記がミヅハノメ開発の足がかりにされたことは推測していたものの、ミヅハノメへの不要な詮索は重大な機密違反であり、核心的な真相は掴めずにいた。
嫌疑が晴れた後、ジョン・ウォーカーの目論見通りに世界融解によって巨大なミヅハノメとなってしまった蔵の外で松岡と行動を共にし、事態を収拾する準備を整える。木記の能力に対抗するためのヘルメットと防護服を身にまとい、松岡から弾倉とともに渡された拳銃を部下たちの命を守るためにも装備するが、拳銃は木記への牽制として構えた後で自ら手放す。その拳銃は木記に拾われて自殺に使用されそうになったが、弾は最初から装填していなかった。彼女を説得して、必ずいつか他の人間と協力して苦しみから開放することを約束し、事態を収束させた。
早瀬浦局長からは自分の後継にと望まれていたが、その後も室長の地位に留まっているようである。
東郷 紗利奈（とうごう さりな）
声 - ブリドカットセーラ恵美
井戸端スタッフの一人。毅然とした女性。百貴室長の補佐的役割。全般解析を担当。
百貴とは彼の自宅の寝室に招かれるような関係。巨乳である。
白岳 仙之介（しらたけ せんのすけ）
声 - 近藤隆
井戸端スタッフの一人。眼鏡をかけた青年。主にイドの場所と時代を特定する。
羽二重 正宗（はぶたえ まさむね）
声 - 岩瀬周平
井戸端スタッフの一人。黒髪の青年。主に人物解析を行う。
若鹿 一雄（わかしか かずお）
声 - 榎木淳弥
井戸端スタッフの一人。ヘアバンドを付けたお調子者の青年。主にイド内の情報の推理を行っている。
名探偵と共に謎を追うが、特に酒井戸の推理にはついていけない時もある。
円周率の羅列を記憶している、事象から確率を割り出す等、数学的処理能力の持ち主。
国府 司郎（こくふ しろう）
声 - 加藤渉
井戸端スタッフの一人。童顔でショートボブの青年。主に東郷のサポートを行っている。
本編のエピローグにおいて、死亡した宅彦の後継として局長代理に就任し、警視庁に配属される。本編後の時系列となるコミカライズ版では局長代理として警視庁の上層部への交渉などを主とし、井戸端を外部からサポートしている。

### 外務分析官
西村 月丸（にしむら つきまる）
声 - 落合福嗣
外務分析官。軽い口調の青年。「ワクムスビ」で殺意の検出を行っている。
「墓掘り」の捜査の際に、醤油の醸造所跡にしかけられていたガソリントラップに掛かり殉職した。
松岡 黒龍（まつおか こくりゅう）
声 - 西凜太朗
元ベテラン刑事の外務分析官。大柄な壮年の男性。新人の小春とコンビを組む。刑事時代は秋人らと同僚だった。
共に捜査していた小春の常人離れした精神性に気づき、彼女を名探偵に推薦した後に突き放すような言動をしてコンビを解消する。
本編エピローグでは小春と井戸端スタッフの会話を眺め、安心した様子で新人の福千を伴い出動していった。

### 犯罪者
花火師 / 冬川 浩二（ふゆかわ こうじ）
声 - 平川大輔
連続爆弾テロ犯。爆破と同時に花火を炸裂させることからこの名前がついた。
「滝の世界」のイドの持ち主。狙撃手の恐怖に怯えながら逃げ惑うイド内の人物に、自らも紛れ込み楽しんでいた。元戦場カメラマン。爆破現場を撮影する者たちを撮影し、自分の犯行を衆愚への啓蒙活動と吹聴した。だが秋人に戦場の爆発現場と大量死に魅せられただけだと看破され、自らの世界観を証明するための自殺に追い込まれた。秋人の自殺教唆の五人目の被害者。
大野 源平（おおの げんぺい）
声 - 蓮岳大
連続殺人鬼「墓掘り」の模倣犯。女子高生の菊池桂子（声 - 日笠陽子）を拉致し樽に詰め、その様子をネットで中継していた。
「燃えさかるビルの世界」のイドの持ち主。そのイドの中に幼少期の菊池桂子が存在しており、その口から「ダメな人で、全部やり直すために家族が寝てるのに火をつけた」と語られている。桂子がその過去の目撃者であると思い込んで殺害。ライブ中継が犯行に影響を及ぼすリスクを避けたのか、ネットで中継されていた動画は実は録画であり、特殊部隊が自宅地下に踏み込んだときには既に菊池桂子は事切れていた。
墓掘り
連続殺人犯。被害者を密室に閉じ込め、死んでいく様をネット上でライブ映像として流している。他の殺人犯と違い思念粒子を残していなかった為、イドを形成することが出来ずにいた。
井波 七星（いなみ なほし）
#名探偵とカエルを参照。
数田 遥（かずた はるか）
声 - 小林親弘、田村睦心（少年期）
「穴空き」の被害者の1人。頭に穴を開けられたことで「愛情表現と殺意がすり替わる」という脳障害を患っている。穴は後頭部まで貫通している。
中学時代からの友人であり、想い焦がれていた七星を喜ばせるために「墓掘り」の実行犯となり、彼女に人が死にゆく様の映像を「プレゼント」し続けていた。
自分の模倣犯である大野源平の逮捕された現場に現れ、警察である小春に話しかけられた時に殺意を抱くが、前述の障害のため彼女に反射的にキスをしてしまう。その現場に「落ちる世界」のイドに繋がる思念粒子を残していた。
「落ちる世界」では七星を守ろうとし、彼女を狙うお化けであるジョン・ウォーカーと戦って体の大部分を失う。七星を守るために彼女の顔を他の人間と混ぜた容姿に変化させており、鏡や本来の七星が写った写真なども排除している。
七星に銃を向けた小春に襲いかかるが松岡に阻まれ、その直後に七星の思念粒子を求めた小春によって殺害された。
「イドの中のイド」でも「墓掘り」の存在は秋人や小春の推理の対象に挙がっていたが、秋人に自殺に追い込まれたか、またその場合どちらが自殺したかは不明である。
対マン / 勝山 伝心（かつやま でんしん）
声 - 杉田智和
連続殺人犯。一対一での殴り合いで相手を殺害することを好んでいた男。六人をその手口で殺害している。
豪邸に住む大柄な男で、「殴るのも殴られるのも好き」という歪んだ性癖。ルール無用の「真の格闘」を標榜し、一対一で多くの人間を死に至らしめてきた。木記の夢に出入りしていた殺人犯のひとり。
対象には格闘家なども含まれていたが、本人が圧倒的に強いというよりは不意の殺意による動揺を誘ったものであると松岡は分析している。またフェアな対決を好んでいたわけではないことを裏付けるように、被害者の中には秋人の娘・鳴瓢椋も含まれていた。第7話の3年前に、隠れ家に乗り込んだ秋人に対面した直後に複数回発砲されて死亡。その現場には秋人の思念粒子、地下闘技場には伝心本人の思念粒子が残される。7人目の被害者・飛鳥井木記は生存しており、救出されたが入院中に行方不明となっている。
「イドの中のイド」でも飛鳥井木記を拉致する。だが鳴瓢椋が襲われる前の時間軸に来た秋人に決闘を挑まれ、重傷を負わせるも度重なる銃撃を受け敗北。そのまま殺害される。その時の秋人の行為は正当防衛として処理された。
顔削ぎ / 園田 均（そのだ ひとし）
声 - 上田燿司
連続殺人犯。軽薄な男性。本編1話より前に、秋人に獄中自殺をさせられた被害者の1人。
ドリルで他人の顔を削いで殺害する手口を好むが、弱虫で自分の顔を削ぐことができないとも秋人は分析していた。イド内のイドの中で、木記の夢に出入りするうちに現実でも殺人を起こすようになったという経緯が語られた。イド内のイドでも秋人に自殺させられる。
舌抜き
連続殺人犯。スーツ姿の女性。本編1話より前に、秋人に獄中自殺をさせられた被害者の1人。
イド内のイドでも秋人に自殺させられる。
股裂き
連続殺人犯。若い男性。本編1話より前に、秋人に獄中自殺をさせられた被害者の1人。
イド内のイドでも秋人に自殺させられる。
腕捥ぎ
連続殺人犯。痩せぎすの男性。本編1話より前に、秋人に獄中自殺をさせられた被害者の1人。
イド内のイドでも秋人に自殺させられる。
ジョン・ウォーカー
「連続殺人鬼メーカー」と呼ばれる男。ステッキを片手に帽子を被った紳士の姿をしている。度々連続殺人犯のイド内に現れる。
飛鳥井木記の夢の中に最初に招かれた人物であり、それから多くの殺人鬼を彼女の夢の中に招き、殺人衝動を増幅させた黒幕とも言える存在。これまでに「股裂き」「顔削ぎ」「舌抜き」「墓掘り」「腕捥ぎ」「穴空き」「対マン」の7人に殺人教唆をし、それぞれ月曜日から日曜日の7日間に割り振って、監視をしながら殺人を行わせた張本人である。その7人の殺人鬼を処分する自殺教唆犯「追い込み」として、秋人を教唆してもいた。殺人鬼の選定基準は、「必ずしも即死するとは限らない」手口を好む者に限り、警察に発見されやすくするよう誘導した痕跡が見られる。この推理に行き着いた小春は、「仕事」か「7日間で世界を作った神のような」と心理を分析していた。
その正体は「蔵」の局長を務める早瀬浦宅彦である。ミヅハノメによる捜査範囲を拡大化し、さらなる犯罪者の確保に貢献するシステムを構築することを目的としていた。現実において直接的な殺人に手を染めたことはなかった。正体を看破された直後にミヅハノメから飛鳥井木記を解放。世界融解を引き起こすと同時に、局長の後任を百貴に託す旨を告げて拳銃自殺した。うわべの大義の反面、神に対する歪んだ憧れを持っており、そこから生まれた欲望を満たすために意識だけで永遠にイドの中で生きることを選択。自殺の際はミヅハノメに搭乗し、自らのイドで名探偵・裏井戸となる。名探偵としてもカエルを「カエル」と呼び捨てにする。何度も木記の夢に潜ったことで木記の無意識と密に繋がるという特性を得て、世界融解の影響もあってか自らのイドから他のイドを覗いたり転移するといった規格外の能力を保有するが、同じ特性を得た名探偵たちの追跡を受けることとなる。
現実世界で死亡することで、「イドが更新されない＝イド嵐は生まれない」「ミヅハノメがデータとして自動的に修復する＝イドの世界では死なない」という能力も会得して、身体能力やイド内での活動は酒井戸・聖井戸御代の追随を許さなかった。だが2人と対峙して行った舌戦の結果、保津が自分のイドに遺していたミヅハノメのコックピットに取り込まれ、排出ボタンを破壊されたことで崩壊直前の「イドの中のイド」に閉じ込められる。最初の殺人の前＝自殺直前の時間軸に転送され、「イドの中のイド」の中の秋人に取り押さえられるシーンで出番が終了する。神を望んだ彼の末路は、いつ消えるともわからない虚構の世界の中で、人間の犯罪者として取り押さえられるというものだった。

### 一般人・その他
鳴瓢 椋（なりひさご むく）
声 - 島袋美由利
秋人の娘。第1話の2年以上前に「対マン」に殺害され、秋人が収容される銃撃事件の原因ともなった少女。享年14歳。
回想やイドでだけの登場。生前に百貴とも面識があったようで、「雷の世界」において、落雷の脅威に晒されても芯の強さを見せた姿を「生前と変わらない」と評される。
鳴瓢 綾子（なりひさご あやこ）
声 - 遠藤綾
秋人の妻、椋の母。椋を喪ったショックで精神を病み、秋人が留守の際に風呂場で手首を切って自殺する。
回想やイドでのみの登場。「イドの中のイド」で、娘や百貴の前でも秋人を「アキくん」と呼ぶ熱愛ぶりをみせていた。
白駒 二四男（しらこま にしお）
声 - 飛田展男
ミヅハノメの開発者とされている男。
彼が行方不明になったことで、ミヅハノメやワクムスビには巨大なブラックボックスが残った状態にある。後に百貴宅の庭から遺骨が発見された。これは百貴を陥れるための罠で、本来遺体は別の場所にあったと思われる。
飛鳥井木記に対してミヅハノメのプロトタイプとなるヘルメットを用いた実験を行っていたこと、ジョン・ウォーカーと共謀していたこと等が明らかになったが、彼が死に至るまでの経緯の詳細は現在も不明である。

### 漫画版の登場人物
福千
新入りの外務分析官。糸目が特徴の青年。小春の後輩。アニメ版ではエピローグに登場。配属早々、小春と共に連続殺人犯”S”を追う事になる。
ワクムスビの機能を面白がったり、小春のことを「パイセン」と呼びその行動を楽しむ節があるなど軽い性格だが、小春のサポートは十分にこなす。
小春の「無茶のテンポが速すぎる」捜査に追随するも”S”の手にかかり、瀕死の重傷を負う。
"Ｓ″
連続殺人犯。何らかの方法で複数の交通事故を起こし、運転手を殺害している。
「暴走高速の世界」のイドの持ち主。ブレーキの利かない高速道路で、被害者や関係者と思われる人物を走らせている。
北野
神奈川県警の高速隊。強面の男性。「蔵」の協力要請を受け、小春の捜査に追随する。小春の行動に面食らうことが多い。
畠山
北野と同じく神奈川県警の高速隊。眼鏡をかけている女性。運転手を務める。
カエルのマスクの少女
瀕死の福千の夢の中に現れた少女。会話が可能。マスク以外は「カエル」に酷似しているものの、関係は不明。時折「ゲロゲロ」と言っている。

## 用語
ミヅハノメ
「蔵」が持つ犯罪者の殺意を感知するシステム。リング状の構造に囲まれたコックピットを持つ。
携帯端末「ワクムスビ」で漂う思念粒子を検知・採取する。その情報から対象者のイドの形成、コックピットを介したパイロットのイドへの投入と位置情報の追跡・観測が行える。
イドに潜れるのは殺人犯だけである。しかしジョン・ウォーカーは直接殺人を犯す以前からミヅハノメを別の方法で使用し、他人の無意識や夢に潜り込むことができたとされる。
軍事転用を防ぐためシステムに関する情報は制限され、不用意に探ると過剰に厳しい懲罰を受けるとされる。開発者も行方不明になっているため詳しい原理や法則は運用している組織も把握できていない。
思念粒子
人間の感情や思考が物質的な粒子となったもの。現在のところ殺意以外の思念粒子は発見されていない。
発生地点に留まる、風に流されるといった浮遊性と、薄いコンクリート程度の遮蔽物は突き抜ける透過性を持っている。殺意が強いほどに粒子の存在期間は長くなる。
ワクムスビで検知できる殺意とは殺人行為の根源たる殺人衝動であり、殺意の思念粒子が発生するのは実際に殺人を行おうとする瞬間である。強い思いだとしても実行の伴わない恨みや殺人計画からは思念粒子は発生しない。作中において殺人行為（未遂含む）が行われずに思念粒子が発生したのは、殺人衝動と愛情表現が入れ替わった数田遥が小春にキスをした場合と、致命傷を負わされて小春にキスをしながら死亡した遥を七星が目撃した場合のみである。
イド
殺人犯の殺人衝動を基にミヅハノメが構築する仮想世界。常に「カエル」の死体が存在する。コミカライズ版では主に「井戸」と表記される。
保存された過去の殺意であり、通常は現在の持ち主の無意識から独立している。しかしミヅハノメやワクムスビとイドの持ち主がリンクすると、イド主の現在の無意識の影響を受けてイドの世界が更新される場合がある。
イドを生んだ殺人犯のみがパイロットとしてイドの中に入ることが可能。パイロットは井戸端の判断でイドの中から排出できる。井戸端から観測されているパイロットがイドで死ぬ事によっても排出されるが、その際は精神的疲労を負う事になる。
イドを形成できる者がパイロットとして自分自身のイドに入る事も出来るが、理論上「ドグマに落ちる」危険があるとして禁じられている。無意識世界が当人の自意識と接触すると、自意識の侵略から逃れるために不可視化と膨張現象である「イド嵐」を引き起こすとされる。嵐に巻き込まれたパイロットは位置情報を失って外部からの排出操作は不可能となる。
ネーミングは精神分析学におけるイド・井戸・異土のトリプルミーニングであるとされている。
名探偵
イドの中で謎を解くパイロット。
投入されるたび自分の素性と置かれた状況の記憶を持ち越せずに忘却した状態になるが、「カエル」の死体を認識することで自身の役割を思い出す。イドを形成した殺人犯であればパイロットになる資格はあるが、誰にでもこなせるものではなく、システムの補正によっても適性が変わる。名探偵として活躍できる資質を持つのは連続殺人犯のみとされる。
イドの中のイド
「雷の世界」「砂の世界」「バラバラの世界」に存在するミヅハノメから入る事が出来るイド。イドの主は「飛鳥井木記」と表記されている。
上記の通常のイドと違い、現実世界に酷似した様相をしている虚構の世界。投入された「名探偵」は、自身が最初に殺人を起こす前の時間軸に到着する。「名探偵」としての認識も「カエル」も存在せず、現実世界の人格と記憶を取り戻す事になる。イド内や現実世界と時間は同期しておらず、現実世界の数分の間に何年も暮らすことも可能である。
だが現在を2018年と認識する秋人（＝酒井戸）と、現在を2019年と認識する小春（＝聖井戸御代）がイド内で出会ってしまったことで世界が崩壊を始める。崩壊は名探偵たちが排出されても続いている。早瀬浦（＝裏井戸）は崩壊する世界に取り残された。
世界融解
飛鳥井木記の能力の暴走によって発動する。巻き込まれた人間は表層意識までもが木記の無意識に取り込まれ、認識する世界が境界を失って融解を起こす。物質的な世界に影響は出ない。

## スタッフ
- 原作 - The Detectives United[6]
- 監督 - あおきえい[4]
- 副監督 - 久保田雄大[4]
- シリーズ構成・脚本 - 舞城王太郎[4]
- キャラクター原案 - 小玉有起[4]
- キャラクターデザイン・総作画監督 - 碇谷敦[4]
- メインアニメーター - 又賀大介[4]
- アニメーター - 清水慶太[4]、浅利歩惟[4]、豆塚あす香[4]、井川典恵[4]、河合桃子[4]、松原豊[4]
- フロップデザイン - 曽野由大、碇谷敦、浅利歩惟、鈴木勘太
- 美術デザイン - 曽野由大[4]、鈴木勘太
- 美術監督 - 三宅昌和[4]
- 色彩設計 - 千葉絵美[4]、小宮ひかり（補佐）[4]
- グラフィックワークス - 大竹俊介[4]
- 撮影監督 - 久野利和[4]、高木翼（補佐）[4]
- CGディレクター - 川原祐介[4]、福永誠二[4]、三田邦彦[4]
- 編集 - 右山章太[4]
- オンライン編集 - 柴田香澄[4]
- 音響監督 - 小泉紀介[4]
- 音響効果 - 勝俣まさとし[4]
- 音楽 - U/S（梅堀淳、スワベック・コバレフスキ）[1]
- プロデューサー - 金丸裕、石上丈太郎、Adam Zehner、須田泰雄、中東豊和、大和田智之、尾形光広
- アニメーション制作 - NAZ[4]
- 製作・著作 - ID:INVADED Society[4]

## 主題歌
「ミスターフィクサー」
Souによるオープニングテーマ。作詞はSouとRUCCA、作曲・編曲は神谷志龍。
「Other Side」
MIYAVIによるエンディングテーマ。楽曲はMIYAVIのアルバム『NO SLEEP TILL TOKYO』に収録されている。
「UP」
MIYAVIによる第1話の挿入歌および最終話エンディングテーマ。
「Samurai 45」
MIYAVIによる第4話の挿入歌。
「Eternal Rail」
水曜日のカンパネラのKenmochi Hidefumiによる第6話の挿入歌。
「Revenge」
Kazuya Nagamiによる第9話の挿入歌。
「Memories of Love」
第10話の挿入歌。作詞はHiroshi Suenami、作曲はHiroshi Suenami & soundbreakers、編曲はsoundbreakers、歌はLiz Sarria II。
「Butterfly」
MIYAVIによる第12話の挿入歌。
「Testament」
starRoによる第13話の挿入歌。
「Horizon」
soundbreakersによる第13話の挿入歌。

## 各話リスト
| 話数    | サブタイトル                  | 絵コンテ   | 演出                  | 作画監督                                                    | 放送日        |
| ------- | ----------------------------- | ---------- | --------------------- | ----------------------------------------------------------- | ------------- |
| FILE:01 | JIGSAWED バラバラの世界       | あおきえい | あおきえい            | 碇谷敦                                                      | 2020年 1月6日 |
| FILE:02 | JIGSAWED II バラバラの世界    | 久保田雄大 | 久保田雄大            | 浅利歩惟                                                    | 2020年 1月6日 |
| FILE:03 | SNIPED 滝の世界               | 又賀大介   | 又賀大介              | 清水慶太 豆塚あす香 又賀大介                                | 1月13日       |
| FILE:04 | EXTENDED 燃えさかるビルの世界 | 碇谷敦     | 碇谷敦                | 碇谷敦 豆塚あす香                                           | 1月20日       |
| FILE:05 | FALLEN 落ちる世界             | 青柳隆平   | 青柳隆平              | 碇谷敦 井川典恵 清水慶太 又賀大介 はっとりますみ 渡邉八恵子 | 1月27日       |
| FILE:06 | CIRCLED 円環の世界            | 久保田雄大 | 久保田雄大 栗山貴行   | 浅利歩惟 豆塚あす香                                         | 2月3日        |
| FILE:07 | THUNDERBOLTED 雷の世界        | 下平佑一   | 下平佑一              | 河合桃子 清水慶太 中村真悟                                  | 2月10日       |
| FILE:08 | DESERTIFIED 砂の世界          | 又賀大介   | 又賀大介              | 又賀大介 井川典恵                                           | 2月17日       |
| FILE:09 | INSIDE-OUTED                  | 碇谷敦     | 碇谷敦                | 碇谷敦 浅利歩惟 豆塚あす香 清水慶太                         | 2月24日       |
| FILE:10 | INSIDE-OUTED II               | あおきえい | 久保田雄大            | 碇谷敦 浅利歩惟 豆塚あす香                                  | 3月2日        |
| FILE:11 | STORMED                       | 青柳隆平   | 下平祐一              | 碇谷敦 井川典恵 清水慶太 河合桃子                           | 3月9日        |
| FILE:12 | CHANNELED                     | あおきえい | あおきえい 又賀大介   | 又賀大介 浅利歩惟 井川典恵                                  | 3月16日       |
| FILE:13 | CHANNELED II                  | あおきえい | あおきえい 久保田雄大 | 碇谷敦 清水慶太 河合桃子 又賀大介                           | 3月23日       |

## 放送局
| 放送期間                                 | 放送時間                     | 放送局     | 対象地域 | 備考                             |
| ---------------------------------------- | ---------------------------- | ---------- | -------- | -------------------------------- |
| 2020年1月6日 - 3月23日                   | 月曜 0:30 - 1:00（日曜深夜） | TOKYO MX   | 東京都   |                                  |
|                                          |                              | BS11       | 日本全域 | 製作参加 / BS放送 / 『ANIME+』枠 |
|                                          |                              | サンテレビ | 兵庫県   |                                  |
|                                          | 月曜 0:45 - 1:15（日曜深夜） | KBS京都    | 京都府   |                                  |
|                                          | 月曜 22:00 - 22:30           | AT-X       | 日本全域 | CS放送 / リピート放送あり        |
| 2020年1月8日 - 3月25日                   | 水曜 1:35 - 2:05（火曜深夜） | テレビ愛知 | 愛知県   |                                  |
| 初回は1時間スペシャルとして2話連続放送。 |                              |            |          |                                  |

| 配信開始日    | 配信時間               | 配信サイト |
| ------------- | ---------------------- | --- |
| 2020年1月6日  | 月曜 0:00 更新         | ひかりTV |
| 2020年1月9日  | 木曜 23:30 - 金曜 0:00 | dTVチャンネル |
| 2020年1月13日 | 月曜 0:00 - 0:30       | ニコニコ生放送 AbemaTV |
|               | 月曜 0:00 更新         | ニコニコチャンネル dアニメストア Netflix GYAO! FOD バンダイチャンネル Hulu J:COMオンデマンド ビデオパス アニメ放題 U-NEXT Amazonビデオ Rakuten TV DMM.com ビデオマーケット HAPPY!動画 クランクイン!ビデオ ムービーフルPlus |

## BD / DVD
| 巻 | 発売日        | 収録話          | 規格品番   | 規格品番   |
| 巻 | 発売日        | 収録話          | BD         | DVD        |
| -- | ------------- | --------------- | ---------- | ---------- |
| 上 | 2020年4月24日 | 第1話 - 第6話   | KAXA-7901  |            |
| 1  | 2020年4月24日 | 第1話 - 第3話   |            | KABA-10841 |
| 2  | 2020年4月24日 | 第4話 - 第6話   | KABA-10842 |            |
| 3  | 2020年6月26日 | 第7話 - 第10話  | KABA-10843 |            |
| 4  | 2020年6月26日 | 第11話 - 第13話 | KABA-10844 |            |
| 下 | 2020年6月26日 | 第7話 - 第13話  | KAXA-7902  |            |

## 評価
作家の深志美由紀は、本作の第1話について「滅茶苦茶面白い」と評した。
QQ音楽では主題歌の「ミスターフィクサー」が、邦楽チャートで4週連続1位となった。
アニメ評論家の藤津亮太は、本作を複数回記事にしている。
2021年第52回星雲賞メディア部門候補作になる。

## 漫画
キャラクター原案の小玉有起が漫画、脚本・シリーズ構成の舞城王太郎が原作を担当した『ID:INVADED イド：インヴェイデッド #BRAKE-BROKEN』が『ヤングエース』（KADOKAWA）にて2019年11月号から2020年12月号まで連載された。アニメ放送に先駆けて連載が開始されたが、後にアニメの続編にあたるストーリーであることが明かされた。
- 小玉有起（漫画）、舞城王太郎・The Detectives United（原作） 『ID:INVADED イド：インヴェイデッド #BRAKE-BROKEN』 KADOKAWA〈角川コミックス・エース〉、全3巻
  1. 2020年1月10日発行（同日発売[20]）、ISBN 978-4-04-109110-4
  2. 2020年7月4日発行（同年7月3日発売[19]）、ISBN 978-4-04-109746-5
  3. 2020年12月4日発行（同日発売[21]）、ISBN 978-4-04-109747-2

## 小説

### 特典小説
『ID INVADED』Blu-rayBOX特典として脚本・シリーズ構成の舞城王太郎による短編小説が冊子として上下巻それぞれに付属した。上巻には『井波さんと数田くん』が、下巻には『Memories of love』が収録された。『Memories of love』は第10話の回想シーンの没案が小説として採用されている。
- 井波さんと数田くん（『ID:INVADED イド:インヴェイデッド』Blu-ray BOX 上巻 2020年3月）
- Memories of Love（『ID:INVADED イド:インヴェイデッド』Blu-ray BOX 下巻 2020年6月）

### 短篇七芒星
本編の再放送に際して、脚本・シリーズ構成の舞城王太郎による『ID OFF』が自身のTwitterアカウントにて2020年8月から同年9月まで連載された。改題・加筆修正を経て『群像』2022年2月号に『短篇七芒星』として再掲載された後、2022年6月に講談社より単行本として刊行された。
収録されている七篇全てが、本編に直接関係しない非公式のスピンアウト作品である。
- 『短篇七芒星』（2022年1月、『群像』2022年2月号/2022年6月、単行本）-『ID OFF』から改題
  - 『奏雨』（2020年8月3日 - 8月7日投稿）-『JIGSAWED-off』から改題
  - 『狙撃』（2020年8月10日 - 8月14日投稿）-『SNIPED-off』から改題
  - 『落下』（2020年8月17日 - 8月21日投稿）-『FALLEN-off』から改題
  - 『雷撃』（2020年8月24日 - 8月28日投稿）-『THUNDERBOLTED-off』から改題
  - 『代替』（2020年8月31日 - 9月4日投稿）-『INSIDE-OUTED-off』から改題
  - 『春嵐』（2020年9月7日 - 9月11日投稿）-『STORMED-off』から改題
  - 『縁起』（2020年9月14日 - 9月18日投稿）-『CHANNELED-off』から改題

## ID:INFUSED
『ID:INFUSED』は、Twitter公式アカウントに投稿されている映像作品。音楽は挿入歌『Eternal Rail』であり、文は舞城王太郎、画は碇谷敦が担当する。制作スタッフによる動画『イドレター』の番外編として始まり、本編の登場人物が自身の名前の元になった酒を飲む形式の掌編となっている。
2020年12月24日から2021年2月11日にかけて第一弾から第八弾が、2022年8月11日から2023年1月5日にかけて第九弾から第十六弾が投稿された。
- 『富久田保津』（2020年12月24日）
- 『鳴瓢秋人』（2020年12月31日）
- 『百貴船太郎』（2021年1月7日）
- 『白岳仙之介』（2021年1月14日）
- 『羽二重正宗』（2021年1月21日）
- 『若鹿一雄』（2021年1月28日）
- 『松岡黒龍』（2021年2月4日）
- 『菊池桂子』（2021年2月11日）
- 『タイマン』（2022年8月11日、同月18日）
- 『東郷紗理奈』（2022年8月25日、同年9月1日）
- 『飛鳥井木記』（2022年9月15日、同月22日）
- 『西村月丸』（2022年9月29日、同年10月6日）
- 『福千俊夫』（2022年10月20日、同月28日）
- 『富久田保津』（2022年12月8日、同月15日）
- 『富久田保津』（2022年12月29日、2023年1月5日）